# Gacy
Gacy är en amerikansk kriminal- och skräckfilm från 2003, regisserad av Clive Saunders. Filmen är baserad på den verkliga seriemördaren John Wayne Gacy, som blev ökänd för att ha mördat minst 33 unga män och pojkar under 1970-talet. Mark Holton spelar huvudrollen som Gacy, och filmen fokuserar på mördarens dubbelliv som en till synes vanlig medborgare och grym förövare.

## Handling
Filmen skildrar John Wayne Gacys liv, från hans framgångsrika verksamhet som entreprenör och medverkan i lokala samhällsaktiviteter till de ohyggliga brott han begick i hemlighet. Medan Gacy uppträder som en omtänksam familjefar och välkänd figur i grannskapet, avslöjas hans mörka sida när polisen börjar misstänka hans inblandning i flera försvinnanden. Historien utforskar både hans psykologiska tillstånd och den gradvisa upplösningen av hans tillvaro, tills hans brott till slut upptäcks.